# Air Italy
Air Italy – nieistniejąca włoska czarterowa i tania linia lotnicza z siedzibą w Olbii. Założył ją w połowie lat 90. XX wieku Giuseppe Gentile, jednak został pokonany przez doświadczoną konkurencję. W roku 2005 Giuseppe Gentile zdecydował wejść na rynek ponownie, jednak już w lutym 2018 linia lotnicza ponownie zaprzestała prowadzenie działalności.
Hubem przewoźnika był port lotniczy Mediolan-Malpensa.

## Historia
29 maja 2005 odbył się lot inauguracyjny na trasie z Turynu do Budapesztu. Głównym założeniem Air Italy było skupienie się na czarterowych lotach międzynarodowych i międzykontynentalnych oraz stopniowy rozwój sieci regularnych lotów pasażerskich. Air Italy było spółką, w której BV Asset Management posiadał 40%, Giuseppe Gentile – 40% i Pathfinder – 20% udziałów.
Pierwszymi samolotami, które linia zamówiła były trzy Boeingi 767–300, które po dostarczeniu w 2007 i 2008 obsługiwały loty do Afryki i na Karaiby oraz do państw basenu Oceanu Indyjskiego.
W latach 2007-2011 do przewoźnika należała zarejestrowana w Polsce, z siedzibą Warszawie linia Air Italy Polska.

## Flota
W swojej historii flota Air Italy składała się z 21 samolotów marki Boeing:
| Samolot         | Samolot  | Okres użytkowania | Okres użytkowania | Uwagi                                         |
| Model           | Wycofane | Rozpoczęcie       | Zakończenie       | Uwagi                                         |
| --------------- | -------- | ----------------- | ----------------- | --------------------------------------------- |
| Boeingi 737-300 | 5        | 2007-2010         | 2011-2016         |                                               |
| Boeingi 737-400 | 2        | 2010-2011         | 2011-2012         |                                               |
| Boeingi 737-700 | 3        | 2010-2011         | 2014-2016         |                                               |
| Boeingi 737-800 | 2        | 2011-2012         | 2014-2015         |                                               |
| Boeingi 757-200 | 3        | 2006-2010         | 2009-2011         |                                               |
| Boeingi 767-200 | 2        | 2011-2012         | 2013-2017         |                                               |
| Boeingi 767-300 | 4        | 2005-2015         | 2006-2018         | Jeden przejęty przez LOT, uległ awarii w 2011 |
| Łącznie         | 21       |                   |                   |                                               |